# Ферфілд (Алабама)
Ферфілд (англ. Fairfield) — місто (англ. city) в США, в окрузі Джефферсон штату Алабама. Населення — 10 000 осіб (2020).

## Географія
Ферфілд розташований за координатами 33°28′29″ пн. ш. 86°55′10″ зх. д. / 33.47472° пн. ш. 86.91944° зх. д. (33.474715, -86.919339).  За даними Бюро перепису населення США в 2010 році місто мало площу 8,99 км², уся площа — суходіл.

## Демографія
Згідно з переписом 2010 року, у місті мешкало 11 117 осіб у 4229 домогосподарствах у складі 2738 родин. Густота населення становила 1237 осіб/км².  Було 4935 помешкань (549/км²).
Расовий склад населення:
| - 94,6 % — чорних або афроамериканців - 4,2 % — білих |

До двох чи більше рас належало 0,4 %. Частка іспаномовних становила 1,1 % від усіх жителів.
За віковим діапазоном населення розподілялося таким чином: 23,0 % — особи молодші 18 років, 64,0 % — особи у віці 18—64 років, 13,0 % — особи у віці 65 років та старші. Медіана віку мешканця становила 36,8 року. На 100 осіб жіночої статі у місті припадало 79,0 чоловіків;  на 100 жінок у віці від 18 років та старших — 74,1 чоловіків також старших 18 років.
Середній дохід на одне домашнє господарство  становив 45 886 доларів США (медіана — 34 890), а середній дохід на одну сім'ю — 55 514 долари (медіана — 43 125). Медіана доходів становила 39 132 долари для чоловіків та 31 165 доларів для жінок. За межею бідності перебувало 23,4 % осіб, у тому числі 33,5 % дітей у віці до 18 років та 15,7 % осіб у віці 65 років та старших.
Цивільне працевлаштоване населення становило 4243 особи. Основні галузі зайнятості: освіта, охорона здоров'я та соціальна допомога — 31,6 %, виробництво — 10,9 %, науковці, спеціалісти, менеджери — 10,2 %, мистецтво, розваги та відпочинок — 10,1 %.